# Junkers Ju 288
El Junkers Ju 288 fue un bombardero medio alemán diseñado durante la Segunda Guerra Mundial, pero que sólo voló en forma de prototipo. El primero de los 22 aviones de desarrollo previstos (de los que se completaron 18) voló por primera vez el 29 de noviembre de 1940.

## Variantes
Ju 288APrimeros siete prototipos, propulsados por motores BMW
Ju 288BSiete prototipos con estructura alargada y mejor armamento defensivo.
Ju 288COcho prototipos finales, de los que solo fueron completados cuatro, propulsados por motores Daimler-Benz. Esta versión fue seleccionada para la producción en serie en 1944, pero el programa fue abandonado antes de que se iniciara su producción.
Ju 288DMaqueta de un Ju-288C con el armamento de cola mejorado
Ju 288GDiseño para una versión antibuque armada con un cañón sin retroceso de 355 mm.

## Historia operacional

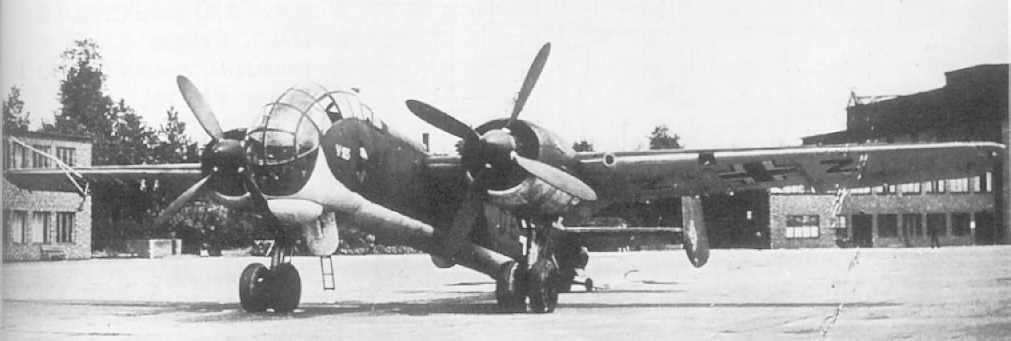
Prototipo V13 de la versión Ju 288B, con motores DB 606.

El Ju 288 fue desarrollado en 1937 por el ingeniero de la Junkers,  Hans Wocke,  a partir del Ju 188, las diferencias radicaban en su longitud algo mayor al Ju 188, el diseño de los propulsores en configuración de tetrapala,  un diferencial de velocidad superior en 120 km/h y en su sistema de timones de doble deriva.   El proyecto demostró ser muy prometedor en prestaciones militares ya que conjugaba un bajo peso, una mínima resistencia al avance debido a un logrado diseño aerodinámico, una mayor carga útil y una mejor velocidad respecto del mismo Ju 88.
El diseño del habitáculo con paneles de controles semiautomatizados era similar al Ju 188, con cabida para tres tripulantes, un ametrallador-radiooperador, un copiloto-bombardero y el piloto.
El Ju 288 fue equipado con motores Jumo 222, muy potente de 1.125 Hp  cuyo par le permitía alcanzar teóricamente una velocidad de 675 km/h lo que en la práctica se redujo a 620 km/h.  Sin embargo, la introducción del motor Jumo 223 le permitió alcanzar una velocidad de 650 km/h.  Sin embargo, se optó finalmente por el motor Daimler-Benz DB 606 cuyo par generaban 2.500 Hp.
El radio de acción a una velocidad crucero de 500 km/h le permitía alcanzar la distancia operacional de 6.000 km lo que lo hacía ideal para patrullaje marítimo.
El primer prototipo voló el 23 de noviembre de 1940 al mando del capitán Hans-Joachim Matthies quien quedó muy complacido con las excelentes prestaciones del aparato.
A pesar de que el Ju 288 nunca fue puesto en producción en serie, ni mucho menos en servicio operacional oficial, el avión se vio en labores de combate de forma limitada. En 1944, después de la cancelación del programa, los prototipos que quedaron de las series A y C fueron equipados a toda prisa y, provistos de armamento defensivo, fueron desplegados principalmente como aviones de reconocimiento en el Frente Oriental. No obstante volaron en pocas ocasiones, debido a la escasez de piezas de repuesto.

## Especificaciones (Ju 288B)

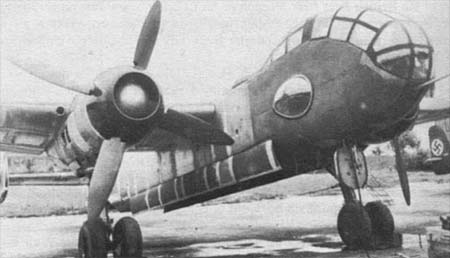
Prototipo V5 de la versión Ju 288A, con motores Jumo 222 y conos de hélice entubados.

### Características generales
- Tripulación: 4
- Longitud: 17,8 m
- Envergadura: 22,7 m
- Altura: 4,5 m
- Superficie alar: 64,6 m²
- Peso cargado: 20.950 kg
- Peso máximo al despegue: 21.000 kg
- Planta motriz: 2× Motor de 24 cilindros (conjunto de 2 V12 DB 601 acoplados) Daimler-Benz DB 606.
  - Potencia: 1.985 kW 2.700 CV cada uno.
- Hélices: 1× Tripala o cuatripala por motor.

### Rendimiento
- Velocidad máxima operativa (Vno): 620 km/h
- Alcance: 2.700 km
- Techo de vuelo: 9.300 m
- Régimen de ascenso: 435 m/min

### Armamento
- Ametralladoras: 4× MG 131 de 13 mm

- Cañones: 1× MG 151/20 de 20 mm o ametralladora pesada MG 151 de 15 mm
- Bombas: 3.000 kg en la bodega de bombas

### Desarrollos relacionados
- Junkers Ju 88
- Junkers Ju 188
- Junkers Ju 388
- Junkers Ju 488

### Secuencias de designación

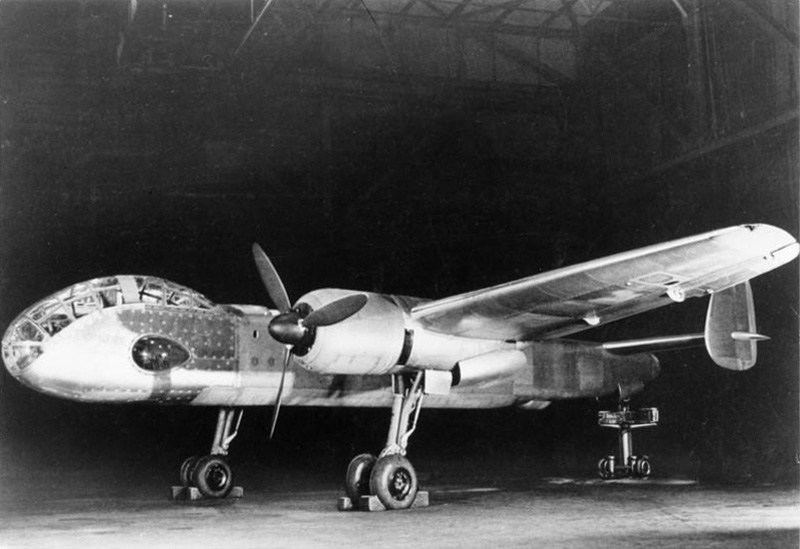
Ju 288 con estructura alargada.

- Sistema de designación aeronaves del RLM: ← Fl 285 · Ju 286 · Ju 287 · Ju 288 · Ju 290 · Me 290 · As 292 →

### Listas relacionadas
- Anexo:Aeronaves militares de Alemania en la Segunda Guerra Mundial